# تعريف عام بدين الإسلام (كتاب)
تعريف عام بدين الإسلام كتاب من تأليف علي الطنطاوي.

## نشر الكتاب وترجماته
نُشر هذ الكتاب أول الأمر كمقالات في جريدة «المدينة» السعودية سنة 1969، ثم نشرته وزارة المعارف الأردنية في عدد خاص من مجلتها «رسالة المعلم»، وبعد ذلك نُشر في كتاب أعيد طبعه إلى اليوم أكثر من ثلاثين مرة وتُرجم -في حياة مؤلفه- إلى الإنكليزية والأردية والإسبانية، ثم تُرجم بعد وفاته وطُبع بالفارسية والأندونيسية والتركية والبوسنية والألبانية والفرنسية والبرتغالية والدنماركية واليونانية والروسية والرومانية، وله ترجمتان إلى الألمانية والفلبينية لم تطبعا بعد، والكتاب يقع في 190 صفحة من القَطْع المعتاد (17×24) سم.

## فصول الكتاب
يتألف هذا الكتاب من اثني عشر فصلاً ومقدمة وخاتمة. فأما المقدمة -وهي بعنوان «بين يدي الكتاب»- ففيها تصوير جميل لمعاني الفطرة والتكليف وطريقَي الجنة والنار وحقيقة الدنيا وحقيقة الآخرة. وأما الفصول الاثنا عشر فتعرض أبواب الإيمان جميعاً عرضاً واضحاً موجزاً يفهمه الكبير والصغير ويستمتع به العلماء والمثقفون وعامة الناس جميعاً؛ وهذه الفصول منها ثلاثة بمثابة المدخل إلى الموضوع والتمهيد لباقي الكتاب، وهي: دين الإسلام، وتعريفات، وقواعد العقائد. والتسعة الباقية تشرح العقيدة وتبيّنها بما أسلفتُ من تيسير وتبسيط، وهي: الإيمان بالله، وتوحيد الألوهية، ومظاهر الإيمان، والإيمان باليوم الآخر، والإيمان بالقدر، والإيمان بالغيب، والإيمان بالملائكة والجن، والإيمان بالرسل، والإيمان بالكتب.

النسخة الإنجليزية

## قصة هذا الكتاب
لقد وُلد هذا الكتاب فكرةً في عقل علي الطنطاوي حملها معه في قلبه وضميره مذ كان في الثلاثين من عمره، وما زال يرجوه ويدعو إلى تأليفه ثلاثين سنة أخرى حتى وفقه الله إليه وأعانه على تأليفه. ولكن كيف انتهى به الأمر إلى أن يؤلف الكتاب بنفسه بعدما لبث يدعو لتأليفه العلماء دهراً؟ الجواب في «قصة هذا الكتاب»، وهي قصة صدّر بها المؤلف كتابه، وهذا بعض ما جاء فيها:
| تعريف عام بدين الإسلام (كتاب) | "تنبهت مبكراً إلى ضرورة عرض الإسلام بأسلوب عصري، وكتبت في ذلك مقالات، ونشرت رسائل، ذكرت فيها -من نحو خمسين سنة- بعض الآراء التي أوردها اليوم في هذا الكتاب. ثم صحّ العزم مني على إصدار كتاب في هذا الموضوع، وجعلت عنوانه: "لماذا أنا مسلم؟"، وأعددت فصوله وأعلنت عنه ونشرت مقدمته في رسائل "سيف الإسلام" التي كنت أصدرها سنة 1930، ولكن تعذّر الطبع وضاعت الأصول ولم يصدر الكتاب. ولما ذهبت إلى العراق سنة 1936 مدرّساً للأدب العربي في الثانوية المركزية في بغداد جعل الطلاب يسألونني عن كتاب واحد يفهمون منه الإسلام، يعرضه كما كان رسول الله يعرضه على من يفد عليه من العرب فيفهمونه في يوم أو في بعض يوم، فلم أكن أجد مثل هذا الكتاب. فكتبت في الرسالة مقالات أدعو فيها العلماء إلى تأليف هذا الكتاب، وأعدت الدعوة، فما استجاب لها أحد. ومرّت الأيام... ولكن هذا الكتاب لم يؤلَّف. وجاءت سنة 1387هـ فنشرت مقالة في مجلة "رابطة العالم الإسلامي" عنوانها: "تعريف عام بدين الإسلام" تنبه لها الصديق الشيخ محمد عمر توفيق، وزير الحج يومئذ، فكتب للرابطة لتكليفي بتأليف كتاب في هذا الموضوع. وعملت الصيف كله، والسنة الجامعية بعده، وتجمعتْ لديّ ثلاثة ظروف كبار فيها فصول كاملات، وفيها قصاصات ومذكرات تحتاج إلى تصنيف وترتيب وعمل كثير. وجاء الصيف الجديد، وذهبتُ إلى عمان، ومن خوفي على هذه الظروف حملتها بيدي... وشُغلت بمتاعب الانتقال، ومباهج الاستقبال، ولقاء الأصحاب والآل، فلم أذكرها إلا بعد أسبوعين، فبحثت عنها فلم أجدها، ونفضت الدار نفضاً، وسألت كل سائق سيارة، وراجعت كل مخفر شرطة، فلم أصل إلى شيء. وبقيت أياماً وأنا ذاهل متألم؛ لا أهنأ بطعام ولا أستغرق في منام، حتى إذا هدأت نفسي ورجع لي عقلي قررت أن أستعين الله وأبدأ من جديد. وباشرت العمل وأنجزت هذا الجزء في عشرة أيام، وحملت مخطوطته معي إلى مكة. أما الجزء الثاني والجزء الثالث، اللذان أرجو أن أتكلم فيهما عن الإسلام وعن الإحسان (أي السلوك الإسلامي)؛ فأنا والله في خجل من القراء، وعذري أن القلوب بيد الله، وهو باعث الهمم ومنشئ العزائم، وقد -والله- ضعفت همتي، ووهن العزم مني. فإن ألهم الله واحداً من القراء ودعا لي بظهر الغيب بأن يسهّل الله عليّ كتابة الجزأين، كتبتهما بتوفيق الله وعونه كما كتبت الأول في عشرة أيام. ولكن متى تجيء هذه الأيام العشرة؟ العلم عند الله". | تعريف عام بدين الإسلام (كتاب) |

## وصلات خارجية
- موقع علي الطنطاوي